# Freestyle Masters MX Barcelona
El Freestyle Masters MX Barcelona, conegut també com a Freestyle MX de Barcelona (o simplement Freestyle de Barcelona) és una competició esportiva de Freestyle Motocross en recinte cobert que s'ha celebrat al Palau Sant Jordi de Barcelona des de 1990, tres vegades com a espectacle independent i la resta com a complement del Supercross de Barcelona amb el nom de Concurs de Salts.

## Història
L'esdeveniment fou creat el novembre de 1990 per l'empresa promotora barcelonina RPM Racing, amb la idea d'acabar d'arrodonir l'espectacle de Supercross que aquell any s'estrenava al Palau Sant Jordi.
Durant anys, aquests dos esdeveniments s'han celebrat el mateix dia (alternant les curses de SX amb les exhibicions de Freestyle), excepte els anys 2004, 2009, 2010 i 2011, en què el Freestyle de Barcelona gaudí d'entitat pròpia. És per això que, malgrat haver-se celebrat de fa tants anys, aquest esdeveniment només compta oficialment amb quatre edicions.

### I Edició (16/5/2004)
La primera edició independent comptà amb la participació de set pilots (riders en l'argot d'aquesta disciplina):
- 3 catalans: 
  - Edgar Torronteras, qui en fou el guanyador final
  - Sidney de Andrés, recent guanyador del Freestyle Internacional de Bilbao d'aquell any.
  - Josep Miralles El boig
- 4 estatunidencs: 
  - Beau Bamburg, qui tornava al Palau després d'haver guanyat el Concurs de salts del Supercross el novembre anterior
  - Matt Buyten, líder de la classificació IFMA en aquells moments
  - Tommy Clowers
  - Jim McNeil

El mètode de valoració i puntuació de la competició fou mixt: jurat a la primera ronda i el sistema característic dels concursos de salts del SX de Barcelona (ovació del públic mesurada per sonòmetre) a la segona mànega i a la final.
El millor salt de la nit va ser un Backflip one hand de Beau Bamburg (una mena de salt que avui dia ja ha quedat més que desfasat). En aquell moment, encara cap dels riders catalans no dominava el backflip, tot i que Josep Miralles l'estava practicant a la piscina d'escuma.

### II Edició (15/11/2009)

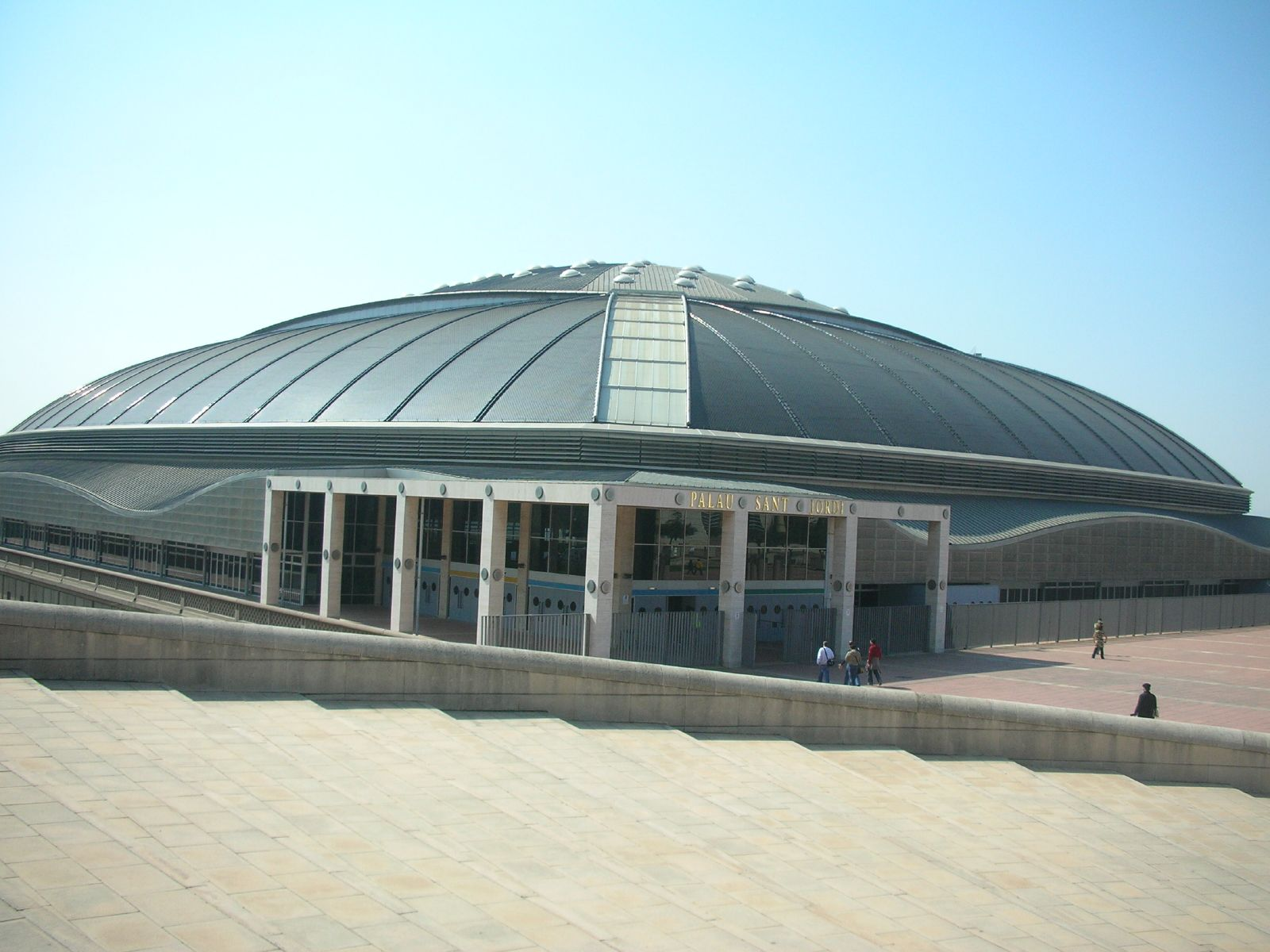
El Palau Sant Jordi, seu del Freestyle MX de Barcelona

La segona edició s'anomenà oficialment Solo X Freestyle Internacional de Barcelona i comptà amb la participació de cinc riders del "top-ten" mundial. Els afeccionats, que ompliren de gom a gom el Palau Sant Jordi, varen veure saltar estrelles internacionals d'aquesta disciplina com ara:
- Els catalans Josep Miralles, Eugenio Zafra i Sidney de Andrés (aquest darrer en el seu comiat com a rider en actiu)
- Els estatunidencs Nate Adams i Todd Potter
- L'australià Robbie Maddison
- El japonès Eigo Sato
- L'espanyol Dany Torres, qui en fou el guanyador final
- El suís Mat Rebeaud.

El mètode de valoració i puntuació de la competició consistí íntegrament en un jurat qualificat i format per persones vinculades al FMX.
L'espectacle va impactar per la seva acurada posada en escena, l'espectacular salt de 35 metres (mai vist a Barcelona) i la gran qualitat dels pilots, que van oferir trucs memorables com ara el Flatspin 360 nac de Nate Adams o l'Underflip cancan one hand de Robbie Maddison.

### III Edició (14/11/2010)
La vint-i-unena edició de l'esdeveniment (tercera com a prova independent) es disputà el 14 de novembre del 2010 dins un Palau Sant Jordi ple de gom a gom, amb més d'onze mil vuit-centes persones. La victòria fou per al nord-americà Nate Adams, Destroyer, ocupant el segon lloc el noruec resident a Torrevella Andrè Villa i el tercer, l'espanyol Dany Torres. Pel que fa al “Best Trick” (“Millor Truc”), el guanyador en fou el bretó Tom Pagès.
A la mitja part de l'esdeveniment es reté homenatge als campions del món catalans Toni Elías i Marc Márquez, els quals reberen un trofeu lliurat per Manuel Pecino, director de Solo Moto, i Josep Lluís Vilaseca, exsecretari general d'Esports de la Generalitat de Catalunya.

### IV Edició (16/10/2011)
La vint-i-dosena edició de l'esdeveniment (quarta com a prova independent) es disputà el 16 d'octubre del 2011. El guanyador en fou el bretó Tom Pagès, seguit de l'espanyol Dany Torres i el català Josep Miralles.

## Característiques
La pista que es munta al Palau Sant Jordi per al del FMX consta d'una sèrie de rampes col·locades estratègicament que, mercès a l'acceleració de les motocicletes, s'encarreguen de projectar pilots i màquines a 15 metres d'alçada tot fent "vols" que arriben a superar els 30 metres de longitud.
Un cop a l'aire, el pilot explota el seu talent i executa impressionants figures, combinacions, deixades i agafades d'enorme risc, plegades, salts mortals amb rotació completa a l'aire... Tot s'hi val per tal d'aconseguir la màxima puntuació dels jutges i del públic.

## Palmarès

### Concurs de Salts del Supercross de Barcelona
Font:
| Edició | Any  | Guanyador         | Motocicleta |
| ------ | ---- | ----------------- | ----------- |
| I      | 1990 | Ron Tichenor      | Suzuki      |
| II     | 1991 | Guy Cooper        | Suzuki      |
| III    | 1992 | Jeremy Mcgrath    | Honda       |
| IV     | 1993 | Guy Cooper        | Suzuki      |
| V      | 1994 | Mike Jones        | Suzuki      |
| VI     | 1995 | Jeremy Mcgrath    | Honda       |
| VII    | 1996 | Mike Metzger      | Kawasaki    |
| VIII   | 1997 | Edgar Torronteras | Kawasaki    |
| IX     | 1998 | Edgar Torronteras | Kawasaki    |
| X      | 1999 | Edgar Torronteras | Kawasaki    |
| XI     | 2000 | Edgar Torronteras | Kawasaki    |
| XII    | 2001 | Edgar Torronteras | Yamaha      |
| XIII   | 2002 | Edgar Torronteras | Kawasaki    |
| XIV    | 2003 | Beau Bamburg      | Honda       |
| XV     | 2004 | Sidney De Andrés  | Honda       |
| XVI    | 2005 | Josep Miralles    | KTM         |
| XVII   | 2006 | Beau Bamburg      | Honda       |
| XVIII  | 2007 | Nate Adams        | Yamaha      |
| XIX    | 2008 | Dany Torres       | KTM         |

### Freestyle Masters MX Barcelona
Font:
| Edició | Data                   | Guanyador               | Segon                | Tercer                    |
| ------ | ---------------------- | ----------------------- | -------------------- | ------------------------- |
| I      | 16 de maig de 2004     | Edgar Torronteras (KTM) | Beau Bamburg (Honda) | Matt Buyten (Honda)       |
| II     | 15 de novembre de 2009 | Dany Torres (KTM)       | Nate Adams (Yamaha)  | Eigo Sato (Yamaha)        |
| III    | 14 de novembre de 2010 | Nate Adams (Yamaha)     | Andrè Villa (Yamaha) | Dany Torres (KTM)         |
| IV     | 16 d'octubre de 2011   | Tom Pagès (Yamaha)      | Dany Torres (KTM)    | Josep Miralles (KTM)      |
| V      | 18 de novembre de 2012 | Tom Pagès (Yamaha)      | Dany Torres (KTM)    | "Taka" Higashino (Yamaha) |